# Herbert Freiherr von Stetten-Erb
Herbert Erb, seit 1938 (adelsrechtlich anerkannt seit 1957) Herbert Freiherr von Stetten-Erb (* 1901 in Buenos Aires, Argentinien; † 1970 auf Gut Sonnhof bei Künzelsau) war ein Funktionär des Reichsarbeitsdienstes (RAD).

## Leben
Herbert Erb war Reichsarbeitsdienstrat und erster Adjutant des Reichsarbeitsführers Konstantin Hierl. Später stieg er zum Oberarbeitsführer auf.
1938 wurde er von Freiherr von Stetten adoptiert, was durch den Adelsrechtsausschuss 1957 anerkannt wurde.

## Schriften (Auswahl)
- (mit anderen Autoren): Konstantin Hierl, Oberst a. D. Staatssekretär für den Arbeitsdienst. Der Mann und sein Werk. Brunnen-Verlag, Berlin 1934.
- Die Entwicklung des Arbeitsdienstes. Der Nationale Aufbau, Leipzig o. J. [1934].
- Dienststrafordnung, Durchführungsbestimmungen, Beschwerdeordnung für den Arbeitsdienst. Der Nationale Aufbau, Leipzig 1935.
- Der Arbeitsdienst. Ein Bildberichtbuch. Freiheitsverlag, Berlin 1935.
- (Hrsg.): Konstantin Hierl. Ausgewählte Schriften und Reden. 2. Band. München 1941.
- Konstantin Hierl. Der Mann und sein Werk. Zentralverlag der NSDAP, Franz Eher, München 1942.